# 恐怖条件付け
恐怖条件付け（きょうふじょうけんづけ）とは、ヒトを含む動物に生得的に備わる古典的条件付け反応の一つである。通常、恐怖を引き起こすことがないレベルの光や音（条件刺激）と恐怖を起こす電気刺激や痛みなど（非条件あるいは無条件刺激）を組み合わせることにより、条件刺激のみの提示で恐怖反応（すくみなど）を引き起こす学習反応を言う。様々な生物で知られており、危険を避けるための学習行動の一つである。
心理学行動実験において、げっ歯類を用いて記憶の評価をするためによく用いられている。

## 神経回路
扁桃体の関与がよく知られている。また、恐怖文脈条件付けでは海馬の関与も知られている。

## 疾患との関わり
心的外傷後ストレス障害は恐怖記憶の障害と考えられており、恐怖条件付けの神経回路の解明から治療法が得られないかの努力がされている。